# Josa i Tuixén
Josa i Tuixén település Spanyolországban, Lleida tartományban. Josa i Tuixén Cava, Montellà i Martinet, Bagà, Saldes, Gósol, La Coma i la Pedra és La Vansa i Fórnols községekkel határos. Lakosainak száma 122 fő (2024).

## Népesség
A település népessége az utóbbi években az alábbiak szerint változott:
| Lakosok száma | 287  | 717  | 314  | 272  | 134  | 176  | 155  | 128  | 106  | 122  |
|               | 1717 | 1887 | 1936 | 1960 | 1986 | 2004 | 2009 | 2014 | 2019 | 2024 |